# Hydraena sardoa
Hydraena sardoa är en skalbaggsart som beskrevs av Binaghi 1961. Hydraena sardoa ingår i släktet Hydraena och familjen vattenbrynsbaggar. Inga underarter finns listade i Catalogue of Life.